# Per Fredrik Glommé
Per Fredrik Glommé, född 18 april 1930 i Glommersträsk, Arvidsjaur, Lappland, död där 8 september 2000, var en svensk målare, främst verksam i Arvidsjaur.
Han studerade vid Otte Skölds målarskola i Stockholm 1948–1950, 1950–1955 vid Valands konstskola i Göteborg samt 1955–1958 vid Konstakademien i Köpenhamn.

## Separatutställningar (urval)
- Konstens hus i Luleå 1994 och 1998
- Skellefteå 1997
- Boden 1998
- Piteå och Arvidsjaur 1999
- Galleri Överkikaren 2000

## Representerad (urval)
- Göteborgs konstmuseum[1]
- Sundsvalls museum
- Gävleborgs länsmuseum
- Norrbottens museum
- Uppsala universitet

## Permanent utställning
"Glommérummet", Arvidsjaurs kommun